# Hamza Barry
Hamza Barry (ur. 15 października 1994) – piłkarz gambijski grający na pozycji pomocnika. Od 2022 roku jest zawodnikiem klubu LA Galaxy II.

## Kariera klubowa
Zanim Barry trafił na Maltę do Valletta FC, występował w klubie z rodzinnego kraju − Gambia Ports Authority. Następnie został zawodnikiem Apollonu Limassol, z którego wypożyczano go do Maccabi Netanja i Hapoelu Tel Awiw. W 2016 przeszedł do Hajduka Split.

## Kariera reprezentacyjna
W reprezentacji Gambii zadebiutował w 2012 roku.